# Malcesine
Malcesine est une commune italienne d'environ 3 500 habitants située dans la province de Vérone en Vénétie.

## Géographie
Malcesine (alt. 90 m) est située au pied de la chaîne du Mont Baldo (alt. 2218 m) à proximité du lac de Garde, qu’elle borde sur sa rive orientale (la Gardesana Orientale, ou Riviera des Oliviers), s’étageant sur un petit promontoire. Presque à la limite de la province de Trente, elle constitua longtemps un des postes avancés les plus septentrionaux de la ville de Vérone, dont elle est distante de 54 km.

## Étymologie
« Malcesine » serait une déformation lointaine du latin Mala Silex (« Pierre Difforme »), allusion probable à la voie construite par les Romains en ce lieu. 

## Histoire
Épargnée durant les grandes invasions du haut Moyen Âge, Malcesine devient cependant une place forte à l’époque des Lombards et des Francs, puis passe sous la domination de la ville de Vérone : celle de l’épiscopat d’abord, puis celle de la famille della Scalla – communément appelée Scaligeri. Cette dernière dote la ville de son château fort et institue la Capitainerie du Lac (XVIe – XVIIIe siècles), dont le siège servira ensuite d'hôtel de ville (aujourd'hui transféré dans l'ancienne école communale).
En septembre 1786, Malcesine est visitée et décrite par Goethe lors de son voyage en Italie. Celui-ci manque d’ailleurs de peu d'être arrêté comme espion par la population soupçonneuse lorsque celle-ci le voit en train de croquer le château[réf. nécessaire]. Gustav Klimt peint également durant l'été 1913 deux vues de Malcesine (dont l’une, Malcesine sur le lac de Garde, a disparu durant la Seconde Guerre mondiale).

## Économie
L'économie locale est en grande partie liée au tourisme. Le lac de Garde attire une grande majorité d’Allemands, notamment parce que l’axe autoroutier du Brenner, qui franchit l’arc alpin du nord au sud (de Munich à Vérone), passe non loin à l’est. Malcesine peut également compter sur l’attrait des sports et activités nautiques pratiqués durant l’été, mais aussi sur les sports d’hiver depuis l’existence en 1962 du téléphérique du Monte Baldo, qui amène les skieurs dans un environnement quasi alpin.
À l’activité touristique, récente, se superpose une activité agricole ancienne qui tire profit des vastes oliveraies qui tapissent les pentes du mont Baldo.

## Patrimoine

### Architecture civile

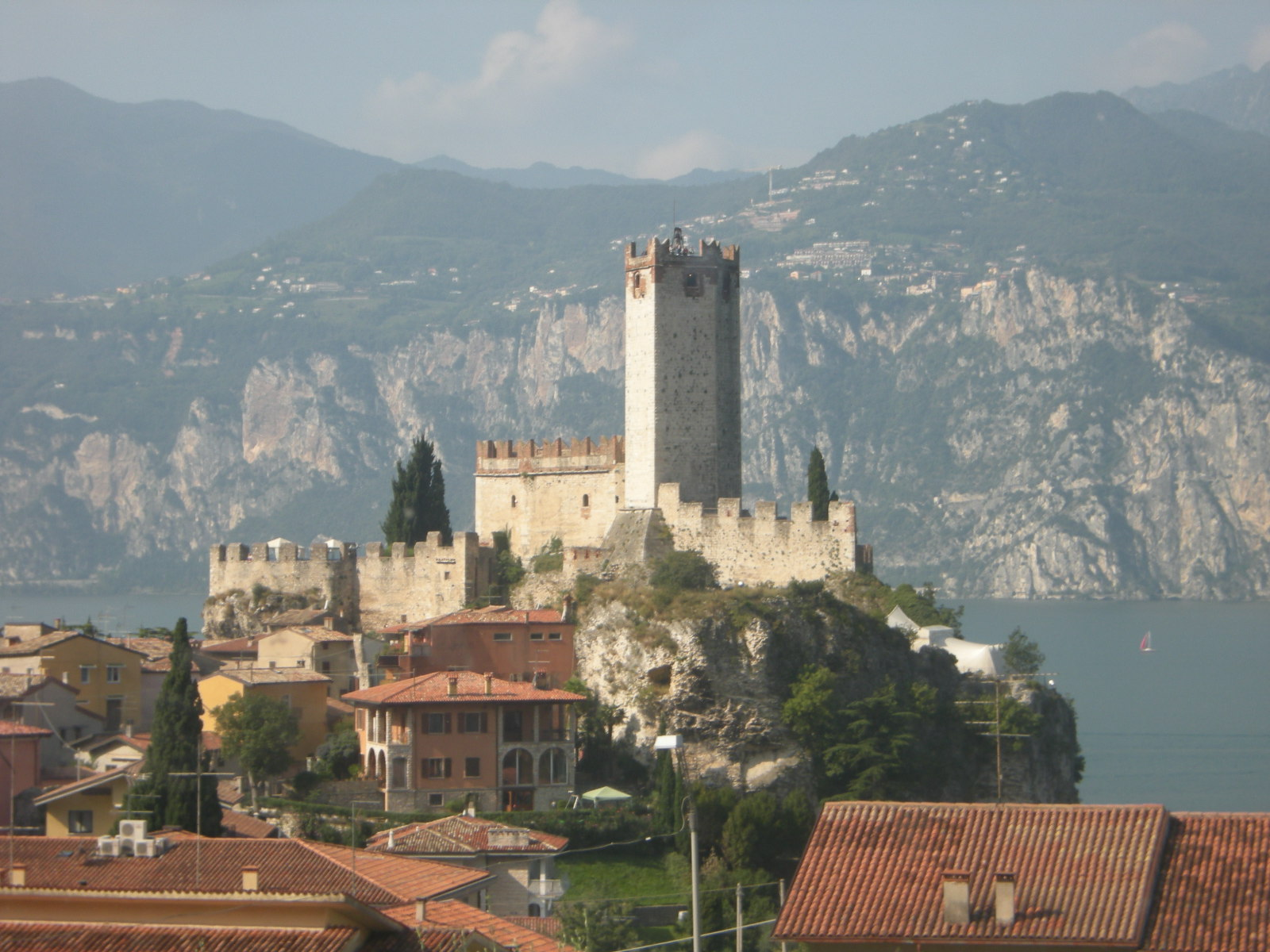
Château Scaliger de Malcesine
- Palais des Capitaines du Lac (XVe siècle), à l’empreinte vénitienne ; jardinet public au bord de l’eau.
- Ruelles médiévales, habitations méditerranéennes (toits de tuiles).
- Villas du début du XXe siècle.
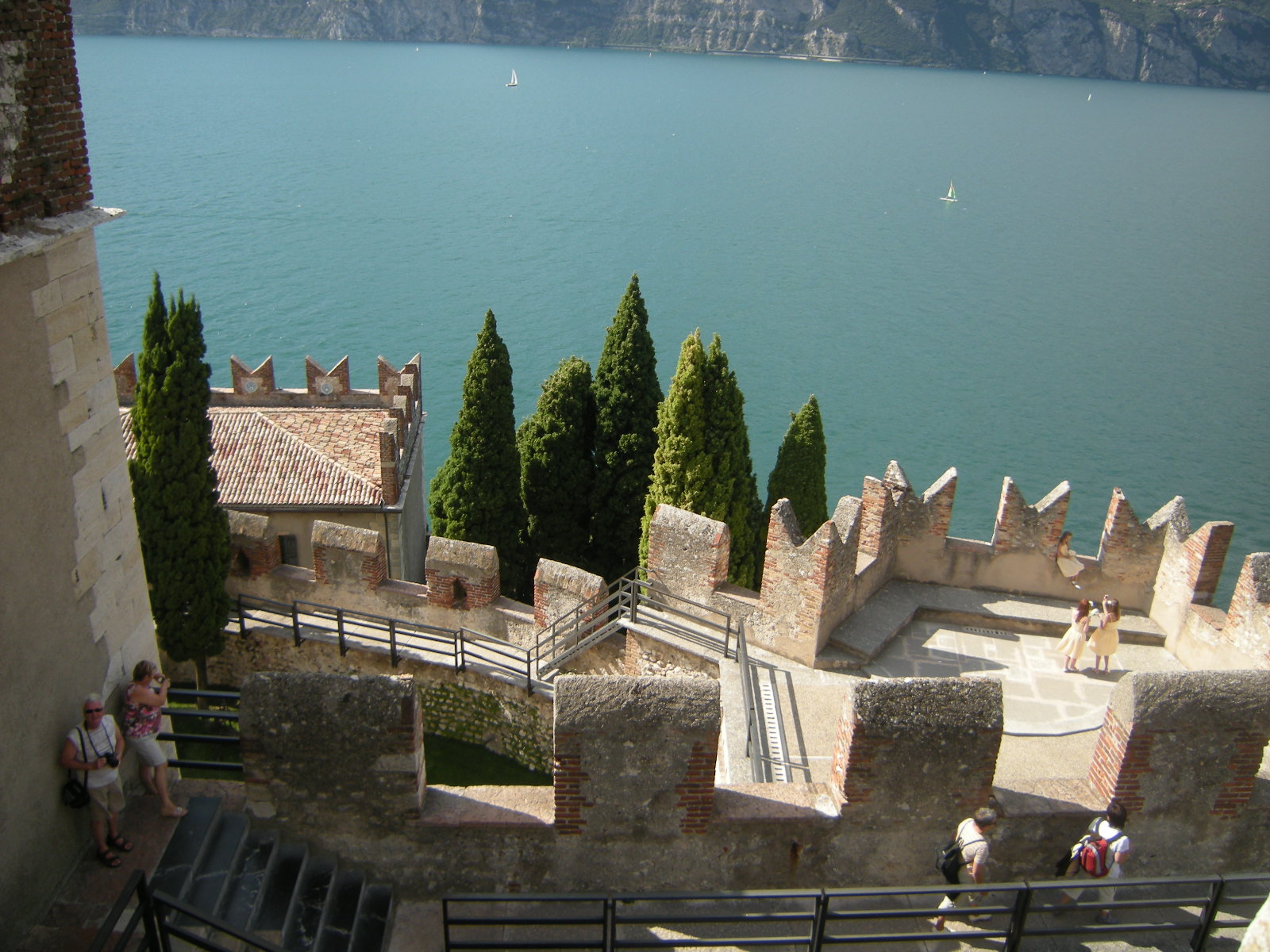
Téléphérique du Monte Baldo (1962) ; depuis 2002 : cabine rotative du 2e tronçon (première mondiale).  - Château Scaliger
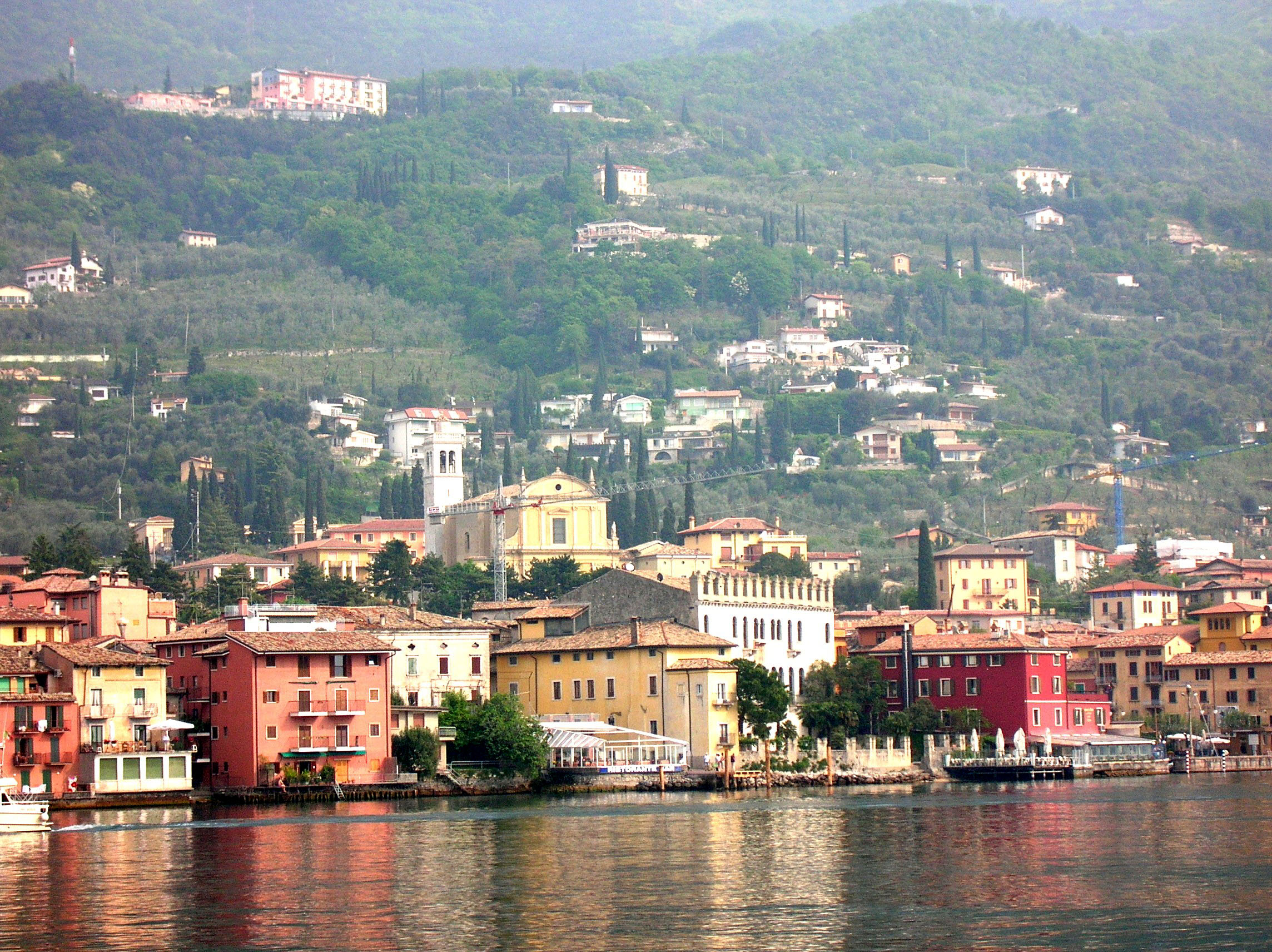
Vue générale
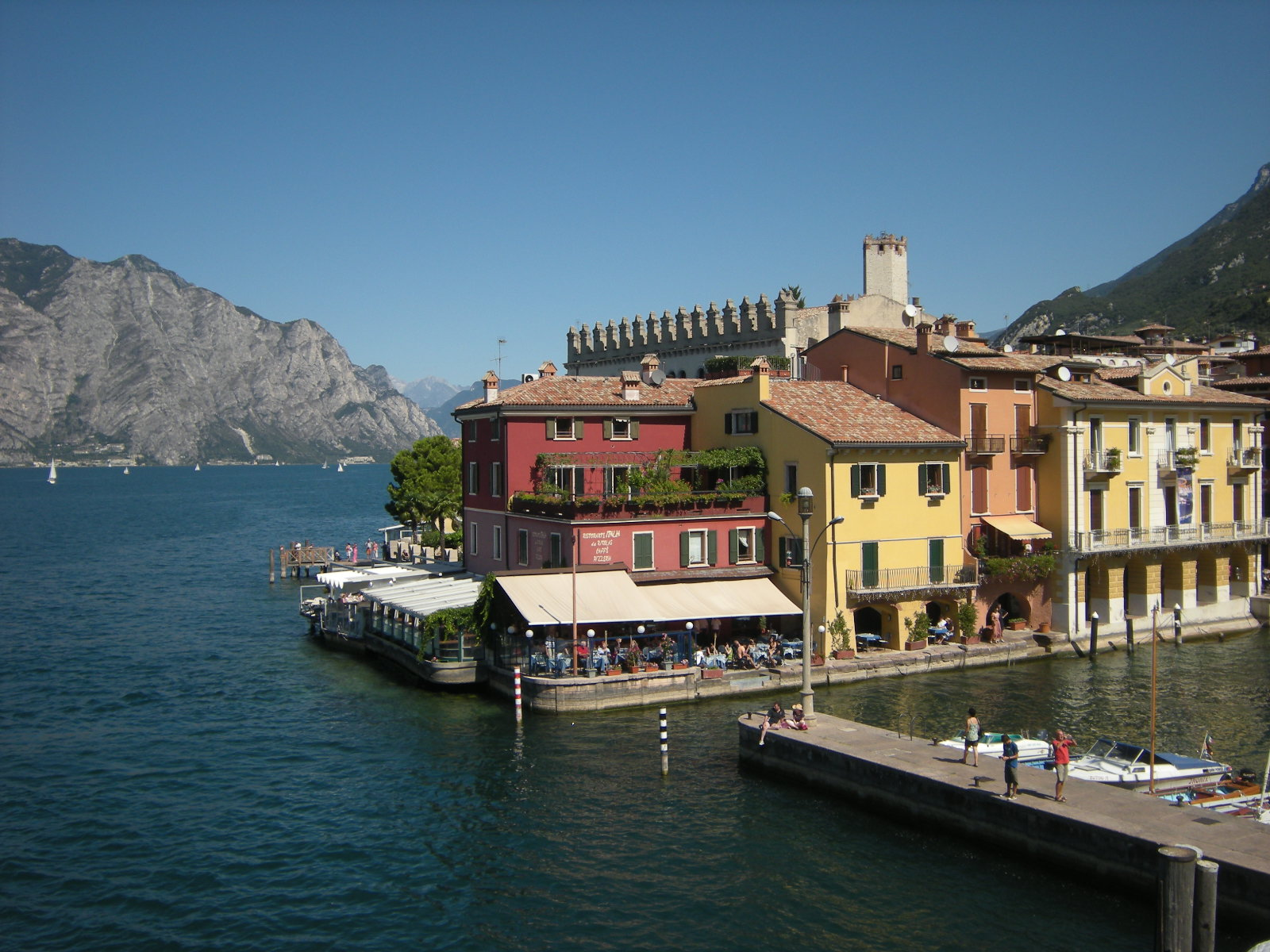
Port
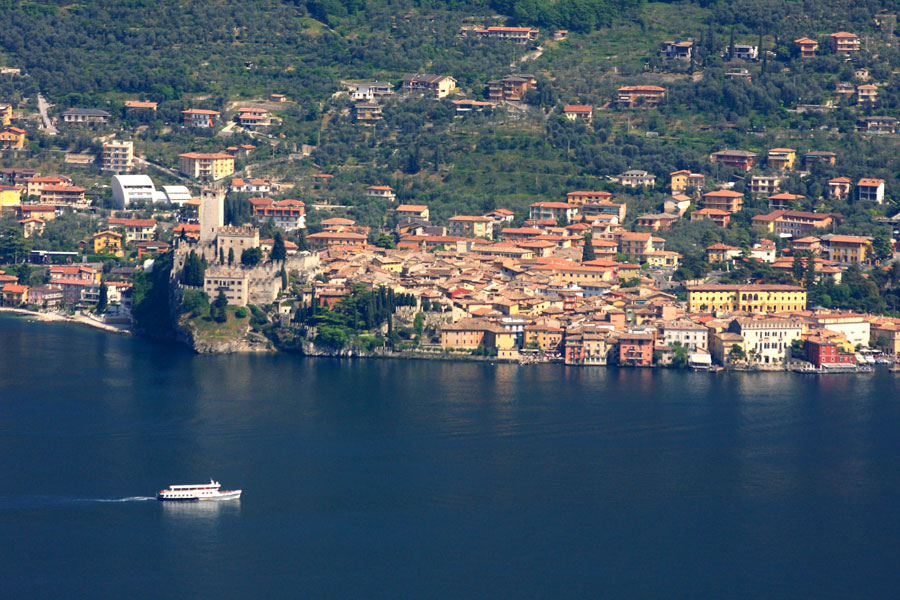
Panorama
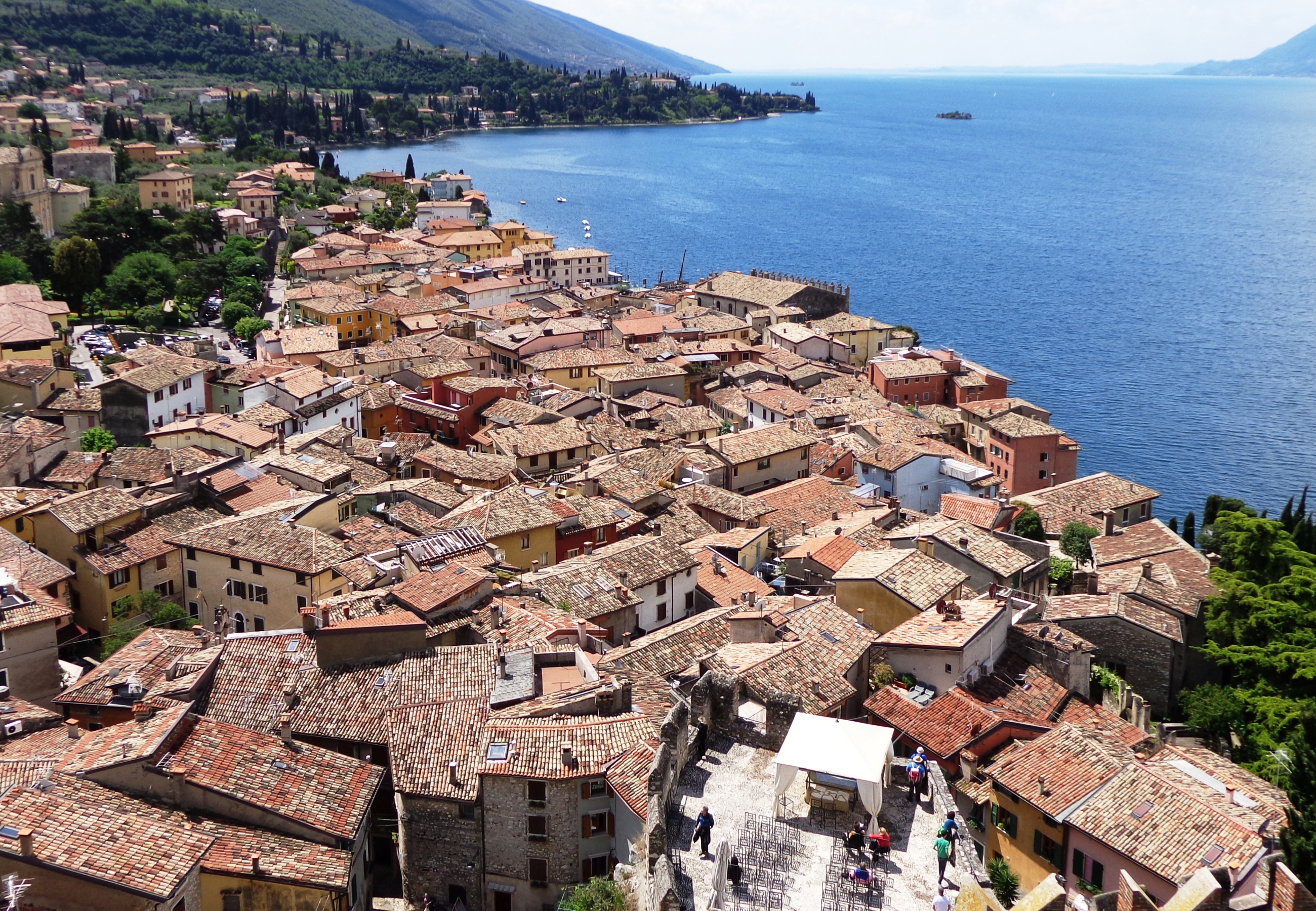
Les toits du bourg et le lac de Garde
  - Le château
  - Vue générale
  - Port
  - Panorama
  - Les toits du bourg et le lac de Garde

### Architecture religieuse
- Église San Stefano (XVIIIe siècle), dont l’origine remonte à l’époque carolingienne ; Déposition de Croix de Girolamo dai Libri.
- Église SS. Nicolò et Rocco (XVIIe siècle).
- Église SS. Benigno et Caro (XVIe siècle).
- Église de la Madone (XVIIe siècle).

### Sites naturels
- Lac de Garde, le plus vaste des grands lacs italiens (alt. 65 m ; 50 km de long ; jusqu’à 17 km de large ; jusqu’à 346 m de profondeur ; 370 km2 ; 50 millions de mètres cubes d’eau).
- Mont Baldo (alt. 2 218 m), chaîne montagneuse bordant le lac de Garde à l’est ; labellisé « Giardino d’Europa » et comprenant près de 3 600 espèces de plantes (dont une vingtaine propres au massif).
- Colma di Malcesine (alt. 1 783 m), accessible par le téléphérique du Baldo ; vaste calotte d’alpage allongée ; panorama d’altitude sur tout le lac de Garde et, au nord, sur les dolomites de Brenta (alt. 3 150 m) et les glaciers de l’Adamello (alt. 3 558 m).

Vue sur le lac de Garda de la téléphérique du Malcesine du Monte Baldo

- Île de l'Olive
- Île du Songe

## Traditions
San Benigno (Saint Bénin), ermite et saint de l'Église catholique, est toujours accolé
à San Caro dans les festivités religieuses qui ont lieu le 26 juillet. Leur culte est limité à la commune de Malcesine et au haut lac de Garde, mais il est lié à l'histoire de Vérone et de San Zeno. Leurs reliques sont gardées dans l'église San Stefano.

## Administration
| Période                                  | Période  | Identité          | Étiquette | Qualité |
| ---------------------------------------- | -------- | ----------------- | --------- | ------- |
| 28 mai 2002                              | En cours | Giuseppe Lombardi |           |         |
| Les données manquantes sont à compléter. |          |                   |           |         |

### Hameaux
Cassone, Navene.

### Communes limitrophes
Avio, Brentonico, Brenzone, Ferrara di Monte Baldo, Limone sul Garda, Nago-Torbole, Riva del Garda, Tignale, Tremosine

## Liens
- Malcesine Più – Le site de l’office du tourisme
- Funivie del Baldo – Le site du téléphérique et des remontées mécaniques du Baldo